# وچووکی (شهرستان ووشتسه)
وچووکی (به لاتین: Wyczółki) یک روستا در لهستان است که در گمینا اولشانکا (استان ماسوویان) واقع شده‌است.